# Gundersdorf
Gundersdorf è una frazione di 406 abitanti del comune austriaco di Sankt Stefan ob Stainz, nel distretto di Deutschlandsberg (Stiria). Già comune autonomo, il 1º gennaio 2015 è stato aggregato a Sankt Stefan ob Stainz assieme all'altro ex comune di Greisdorf.